# 라이언 존슨 (영화 감독)
라이언 존슨(영어: Rian Johnson, 1973년 12월 17일 ~ )은 미국의 영화 감독이다. 흔히 스타워즈 에피소드 8 《스타워즈: 라스트 제다이》의 감독으로 알려져 있으며, 이외의 연출작으로 초기작 《브릭》과 《블룸 형제 사기단》, SF 스릴러 《루퍼》, 퍼즐 미스터리 《나이브스 아웃》이 있다. 영화 외에는 드라마 《브레이킹 배드》의 3개 에피소드를 연출했다.

## 작품 목록

### 영화
- 브릭 (2005)
- 블룸 형제 사기단 (2008)
- 루퍼 (2012)
- 스타워즈: 라스트 제다이 (2017)
- 나이브스 아웃 (2019)
- 나이브스 아웃: 글래스 어니언 (2022)
- 나이브스 아웃: 웨이크 업 데드 맨 (2025)

### 텔레비전
- 포커페이스 (2023~)